# SS United States
El SS United States es un transatlántico estadounidense retirado, construido en 1952 para la compañía naviera estadounidense United States Lines, y considerado en su momento como uno de los más modernos y velozes en cruzar el océano Atlántico, y el mayor construido completamente en territorio estadounidense. No obstante, en 2025 este transatlántico será convertido en un arrecife artificial.
Su construcción fue subsidiada por el Gobierno de Estados Unidos a un coste de 79,4 millones de dólares, dado que se preveía su posible uso como buque transporte de tropas en caso de necesidad. Fue diseñado por el ingeniero naval William Francis Gibbs para alcanzar una velocidad de crucero superior a los 35 nudos (65 km/h aproximadamente) y un máximo de 38 nudos (70 km/h), lo que le permitió ganar en su viaje inaugural en 1952 la «Banda Azul» en ambos sentidos al realizar la travesía del Atlántico en tan solo 3 días y 10 horas a un promedio de 35 nudos, récord que permaneció en su poder hasta 1990.
Con una eslora de 301 m, fue también uno de los más grandes buques de línea de los años 1950 y 1960 (antes de la llegada del SS France).
El United States operó de forma ininterrumpida en la ruta del Atlántico hasta 1969. Desde 1996 ha permanecido anclado en el puerto 82 del río Delaware en Filadelfia, en el estado de Pensilvania.

## Diseño y construcción
Inspirado en el servicio ejemplar de los transatlánticos británicos RMS Queen Mary y RMS Queen Elizabeth, que transportaron a cientos de miles de tropas estadounidenses hacia Europa durante la Segunda Guerra Mundial, el gobierno de Estados Unidos apoyó la construcción de un gran barco mercante que fuera capaz de transportar un gran número de soldados. Diseñado por el renombrado ingeniero naval William Francis Gibbs (1886–1967) de la firma Gibbs & Cox, la construcción del transatlántico fue un esfuerzo compartido entre la Marina de Estados Unidos y la naviera United States Lines. El gobierno estadounidense aportó 50 millones de dólares de los 78 millones que suponían el coste total de construcción, aportando la US Lines los 28 millones restantes. A cambio, el buque fue diseñado para poder ser fácilmente convertido en tiempos de guerra en barco para transporte de tropas, con una capacidad para 15.000 soldados, o para su transformación en barco hospital.
El barco fue construido entre 1950 y 1952 por los astilleros Newport News Shipbuilding and Drydock Company en Newport News, Virginia, bajo la permanente asistencia de Gibbs. Previamente, Gibbs había ensayado parte del diseño en el SS America, casi gemelo aunque más pequeño. Su quilla y su casco fueron construidos en un dique seco. El United States se diseñó siguiendo las especificaciones de la Marina estadounidense, lo que requirió que el barco estuviera fuertemente compartimentado y dispusiera de salas de máquinas separadas para optimizar sus posibilidades de supervivencia en tiempos de guerra. Una gran parte de la construcción del United States se realizó mediante secciones prefabricadas. El casco del barco estaba compuesto de 183 000 secciones fabricadas por separado.
Durante la Segunda Guerra Mundial, el transatlántico francés SS Normandie había sido incautado por las autoridades estadounidenses en Nueva York, siendo renombrado USS Lafayette. En 1942, el barco se incendió mientras era convertido para el transporte de tropas por la Marina. Después de que millones de litros de agua fueran bombeados en su interior, en un intento de extinguir las llamas, se escoró hacia el lado de babor quedando apoyado sobre el lodo del río Hudson en el muelle 88, al sitio actual de la terminal de pasajeros de Nueva York. Como resultado de este desastre, el diseño del United States incorporó los estándares más exhaustivos de la Marina estadounidense. Para minimizar el riesgo de fuego a bordo, sus diseñadores evitaron el uso de madera para la estructura del barco, ni tampoco en los accesorios, decoración, o superficies interiores. Los accesorios, incluyendo los muebles y telas, estaban hechos de vidrio, metal, y fibra de vidrio para asegurar el cumplimiento con las directrices de seguridad antiincendios establecidas por la Marina. Se utilizaron asimismo de forma extensiva paneles con alto contenido de amianto para el revestimiento de las paredes y estructuras interiores. Aunque los compartimentos de la cocina incluían elementos de conglomerado, los colgantes y perchas de las cabinas de lujo eran de aluminio. El piano principal de la sala de baile estaba hecho de un tipo de madera especial resistente al fuego, inicialmente estaba previsto que fuera de aluminio, y solo se aceptó cuando tras una demostración en la que se impregnó el piano con gasolina, se comprobó que este tipo de madera en sí no ardía.
La construcción de la superestructura del barco implicó uno de los mayores usos del aluminio en cualquier proyecto de construcción hasta la fecha, y supuso un gran desafío por la posible corrosión galvánica al juntar la estructura de aluminio con el acero de las cubiertas inferiores. No obstante, el uso extensivo del aluminio contribuyó a una gran disminución en el peso final del barco. El resultado final fue un estilizado navío de líneas modernas.
El United States disponía de las máquinas de vapor más potentes instaladas jamás en un barco mercante, con una potencia total de 240 000 CV que transmitían su movimiento a cuatro hélices de 18 pies de diámetro, realizadas en una aleación de manganeso y bronce. Esto constituía un diseño equivalente a un portaaviones y le proporcionó el mayor ratio potencia-peso en un barco de pasajeros comercial hasta la fecha. El United States era capaz de navegar marcha atrás a una velocidad de 20 nudos, y podía llevar tanto combustible como suministros para navegar sin paradas durante 10 000 millas a una velocidad de crucero de 35 nudos.

### Decoración
La decoración del barco incluía una sala de guardería diseñada por Edward Meshekoff. Se encargaron asimismo obras de arte destinadas específicamente para el barco, que incluían piezas de catorce artistas diferentes, incluyendo a Nathaniel Choate, el muralista Austin M. Purves y el escultor Gwen Lux.

## Récords de velocidad

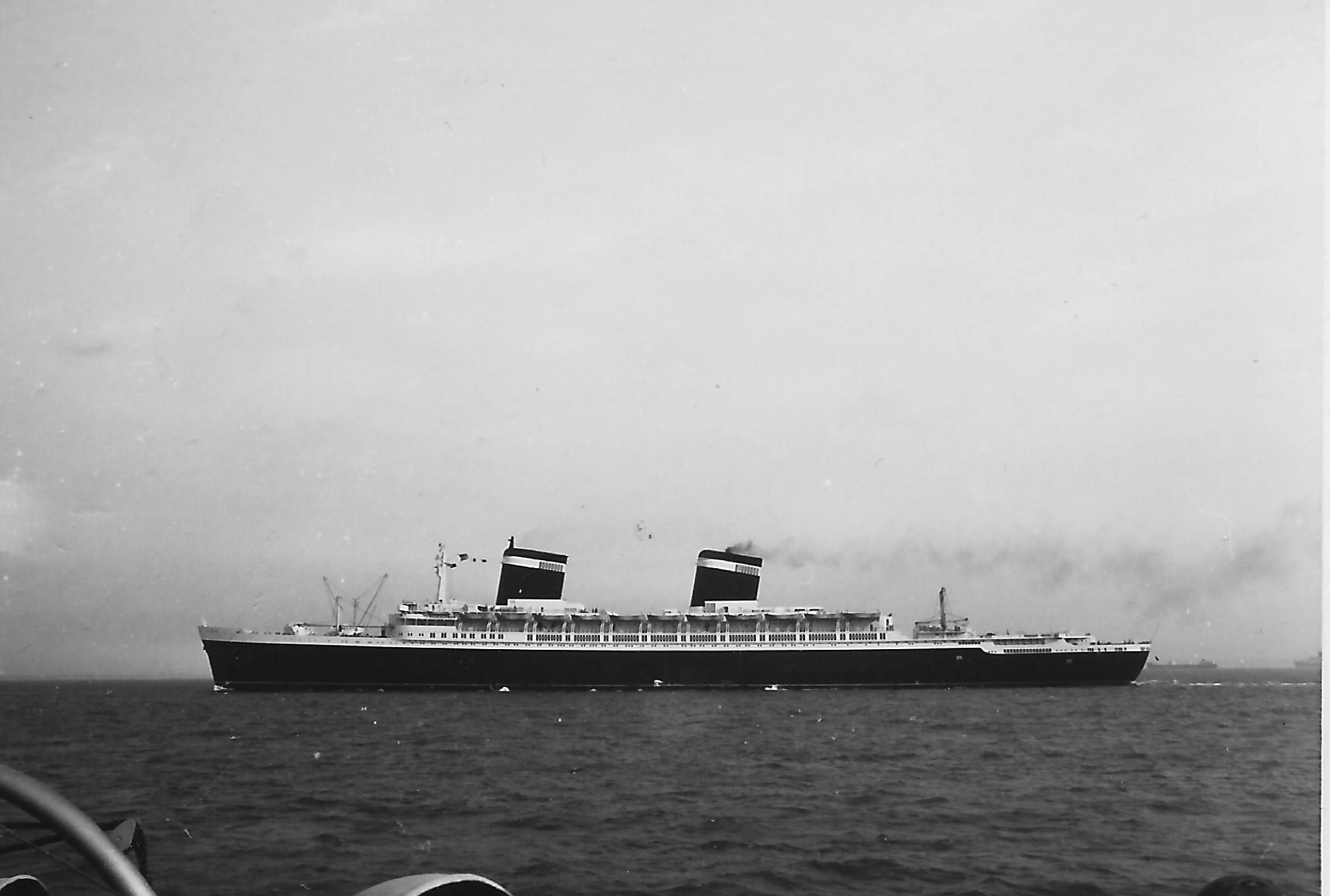
El United States fotografiado en Portsmouth a la vuelta de su viaje inaugural, en el verano de 1952.

Su debut fue anunciado con gran pompa, como el buque de pasajeros más moderno y sofisticado de entonces con el propósito de transportar pasajeros a un lado y otro del Atlántico Norte. En su viaje inaugural, el 3 de julio de 1952, el United States rompió el récord de velocidad para una travesía del Atlántico, mantenido hasta entonces por el RMS Queen Mary durante los 14 años previos, recortando el tiempo establecido en 10 horas, y realizando el viaje entre el faro de Ambrose en Nueva York, y Bishop Rock, en Cornualles, Reino Unido en 3 días, 10 horas y 40 minutos a una velocidad media de 35,59 nudos. El transatlántico también destrozó el récord para la travesía contraria (de este a oeste), retornando a Estados Unidos en 3 días, 12 horas y 12 minutos a una velocidad media de 34,51 nudos, obteniendo por tanto ambos récords y el galardón de la «Banda Azul», que premiaba dicha travesía, siendo la primera vez que un barco estadounidense capturaba el récord desde que el SS Baltic lo hiciera en 1851, más de 100 años atrás.
Desde sus comienzos, el United States, llamado también por su sobrenombre The Big U (el gran U) se convirtió en el orgullo de Estados Unidos transportando a personalidades célebres como el presidente Dwight Eisenhower, Rita Hayworth, John Wayne, Cary Grant, los duques de Windsor: Wallis Simpson y Eduardo VIII, entre otras celebridades y fue sinónimo de lujo y estatus asociado a comodidad y rapidez, compitiendo con sus homólogos británicos, el Queen Mary y el Queen Elizabeth, incorporados al servicio regular tras la guerra.
El United States mantuvo una velocidad media de 30 nudos a lo largo de los 17 años que duró su carrera en la travesía del Atlántico. Únicamente perdió el récord en dirección Este en 1990, batido por el hovercraft Hoverspeed Great Britain. No obstante, continúa manteniendo la «Banda Azul» ya que todos los navíos que han superado su marca desde entonces no eran buques de pasajeros ni realizaron su viaje de este a oeste, que es el que premia el galardón.
La velocidad máxima del United States fue deliberadamente exagerada, y mantenida en secreto durante muchos años. Una cifra improbable de 43 nudos se filtró a la prensa a través de los ingenieros tras su primera prueba de velocidad. Un artículo del Philadelphia Inquirer informó de que la velocidad máxima alcanzada era de 36 nudos, mientras que otra fuente indicaba que la máxima velocidad posible era de 35 nudos.

## Carrera posterior

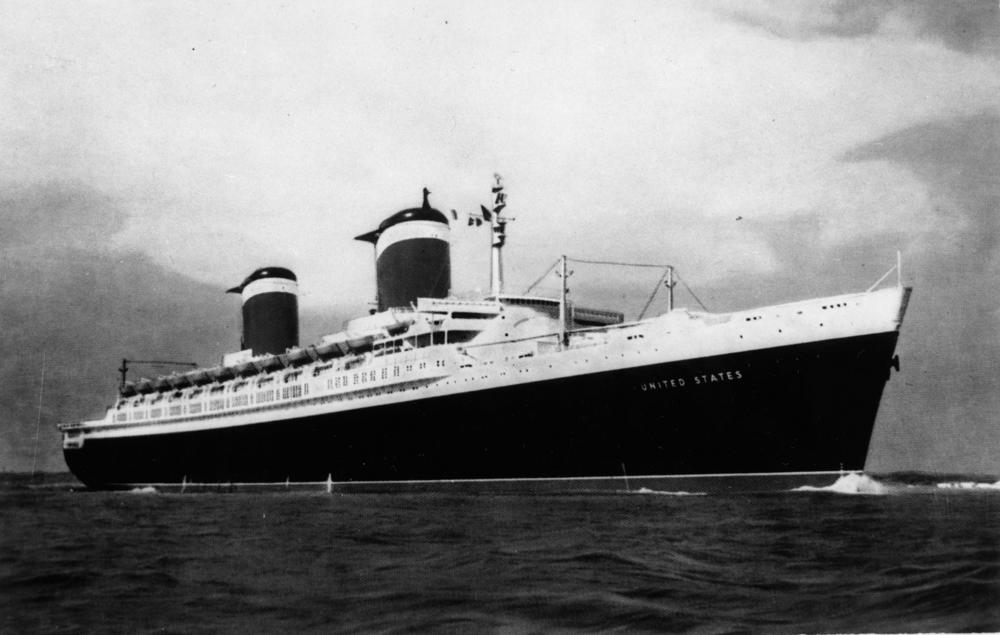
El SS United States fotografiado durante la década de 1950.

Una vez en servicio, Gibbs solía salir a su encuentro cada vez que el transatlántico arribaba a Nueva York, para interiorizarse de las novedades técnicas del viaje, y mantuvo una estrecha relación con el barco hasta el día de su muerte.
Cuando completaba su viaje n.º 352, el United States arribó a la bahía de Nueva York, su capitán detuvo motores y tocó largamente su sirena para despedir a su creador, William Francis Gibbs, quien había fallecido casi 24 horas atrás en esa ciudad, el 6 de septiembre de 1967, a la edad de 81 años.
Por entonces, la era dorada de los transatlánticos había llegado a su fin, con la llegada de los jets de pasajeros y sus vuelos a través del Atlántico, que redujeron los viajes de días a horas. El SS America había sido vendido en 1964, el Queen Mary había sido retirado en 1967, y el Queen Elizabeth seguiría el mismo camino en 1968. Esta situación convirtió también al United States en una inversión poco rentable para sus dueños, lo que sumado a otros factores obligaron al operador a cancelar varios viajes sucesivamente. 
En octubre de 1969, aprovechando su revisión anual en Newport News, fue retirado del servicio y amarrado en puerto hasta nueva orden, después de efectuar 726 travesías atlánticas sin mayores incidentes y con la preciada «Banda Azul» aún en su poder. Varios años después fue trasladado a Norfolk, Virginia, y su posesión pasó por diferentes compañías.
En 1977, un grupo encabezado por Harry Katz trató de comprar el barco y amarrarlo en Atlantic City, Nueva Jersey, donde sería utilizado como hotel y casino. No obstante, el plan no se concretó. En 1978, el barco fue vendido por 5 millones de dólares a un grupo liderado por Richard Hadley, quien esperaba revitalizar el transatlántico utilizándolo como crucero. Sin embargo, la financiación no llegó a concretarse.
En 1979, Norwegian Cruise Line (NCL) se interesó en comprarlo y convertirlo de nuevo en un crucero para su flota del Caribe, pero finalmente decidió adquirir el antiguo SS France en su lugar. Durante la década de 1980, la Marina estadounidense consideró al United States para ser convertido en barco de transporte de tropas o barco hospital, que sería llamado USS United States, pero este plan tampoco pudo materializarse.

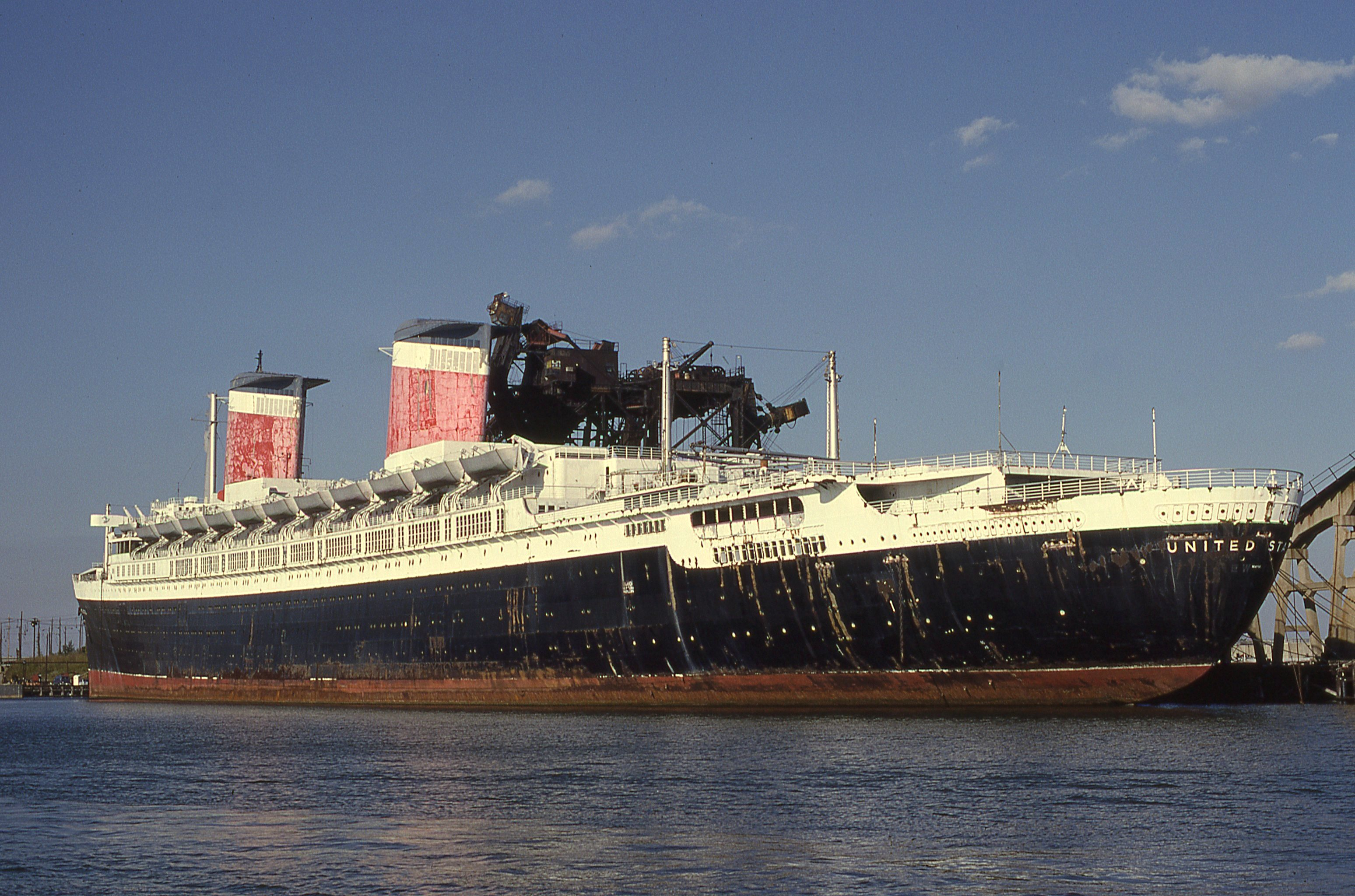
El United States amarrado en el muelle de Hampton Roads, en 1989.

En 1984, el mobiliario y los accesorios que todavía quedaban en el barco fueron subastados en Norfolk. Parte de los muebles fueron instalados en Windmill Point, un restaurante en Nags Head, Carolina del Norte. Tras el cierre del restaurante en 2007, fueron donados al museo marítimo y a la universidad Christopher Newport de Newport News, Virginia. Una de las hélices de 60 000 libras (27 216 kg) de peso se encuentra a la entrada del Intrepid Sea-Air-Space Museum en Nueva York. Otra se exhibe en una plataforma cerca de la orilla en el SUNY Maritime College en Fort Schuyler, Nueva York. Una tercera hélice se encuentra cerca de la anterior, al otro lado de la bahía, en la United States Merchant Marine Academy y es usada con propósitos divulgativos por los estudiantes. En 2008, la cuarta hélice fue instalada en el museo marítimo de Newport News, Virginia.
En 1992, Marmara Marine Inc., liderada por Edward Cantor y Fred Mayer, compraron el barco por 2,6 millones de dólares. La compañía estaba controlada por Juliedi Sadikoglu, procedente de una familia turca de armadores. El barco fue remolcado a Turquía y Ucrania, donde se realizó la retirada del amianto presente en el buque, en el astillero de Sebastopol, durante 1993 y 1994. El interior del barco fue prácticamente vaciado por entonces. No se alcanzó ningún acuerdo viable en Estados Unidos para su remodelación, y en 1996 el United States fue finalmente remolcado hasta su ubicación definitiva, en el muelle 84 del Río Delaware en Filadelfia, donde permanece anclado en evidente estado de semi-abandono, con sus interiores completamente semidesmantelados. En noviembre de 1997, Edward Cantor compró el barco por 6 millones de dólares. En 1999, sin embargo, la organización SS United States Foundation y el SS United States Conservancy (entonces conocida como la SS United States Preservation Society, Inc.) tuvieron éxito en el registro del barco en el Registro Nacional de Lugares Históricos de Estados Unidos.
En 2003, Norwegian Cruise Line (NCL) adquirió el barco de Edward Cantor cuando este fue subastado tras su muerte, con la declarada intención de restaurarlo y ponerlo en servicio dentro del nuevo servicio de pasajeros a Hawái de su empresa, llamada NCL America. El United States es uno de los pocos barcos disponibles para poder realizar dicha tarea, debido a la ley de 1886 (Passenger Vessel Services Act), que requiere que cualquier barco que preste servicio en aguas domésticas debe ser construido en Estados Unidos y debe llevar pabellón estadounidense, siendo operado también de forma predominante por una tripulación del país.
En agosto de 2004, NCL comenzó los estudios de viabilidad, y en mayo de 2006 el presidente de la firma Star Cruises (propietaria de NCL), afirmó que el siguiente proyecto de la compañía era la "restauración del ... United States." En mayo de 2007, se completó un detallado informe técnico, y NCL afirmó que el barco se encontraba en buenas condiciones. La compañía disponía de más de 100 cajas con los planos originales catalogados. Aunque esta documentación no estaba completa, NCL creía que podría proporcionar información útil para la planeada restauración. No obstante, cuando NCL America comenzó las operaciones, empleó sus barcos Pride of America, Pride of Aloha, y Pride of Hawaii, en lugar del United States, y posteriormente retiró al Pride of Aloha y Pride of Hawaii del servicio.
En febrero de 2009, se filtró que Star Cruises, a quien fue transferida la propiedad del United States, y NCL estaban buscando compradores para el barco.
Un nutrido grupo de admiradores del barco mantiene el contacto a través de Internet y se reúne anualmente en Filadelfia. El navío recibe ocasionalmente cobertura de la prensa, como un artículo de 2007 en el periódico nacional USA Today, y con los años se han propuesto diversos proyectos para conmemorar el barco, incluyendo fuegos artificiales en ocasiones especiales. A principios de 2008 se estrenó un documental acerca de la historia del barco, titulado SS United States: Lady in Waiting, que ha sido mostrado en la televisión pública nacional PBS en varias ocasiones desde entonces. The Big U: The Story of the SS United States, otro documental acerca del barco, se encuentra en desarrollo por Rock Creek Productions.
A pesar de todo ello, en marzo de 2010 se informó que NCL estaba aceptando ofertas para vender el navío para su desguace. En una nota de prensa, NCL informó que debido a los costes asociados al mantenimiento del United States en su estado actual (unos 800.000 dólares anuales) y a que la asociación de conservación SS United States Conservancy no había podido hacer una oferta en condiciones, la empresa estaba buscando un "comprador adecuado".

## Esfuerzos para su preservación

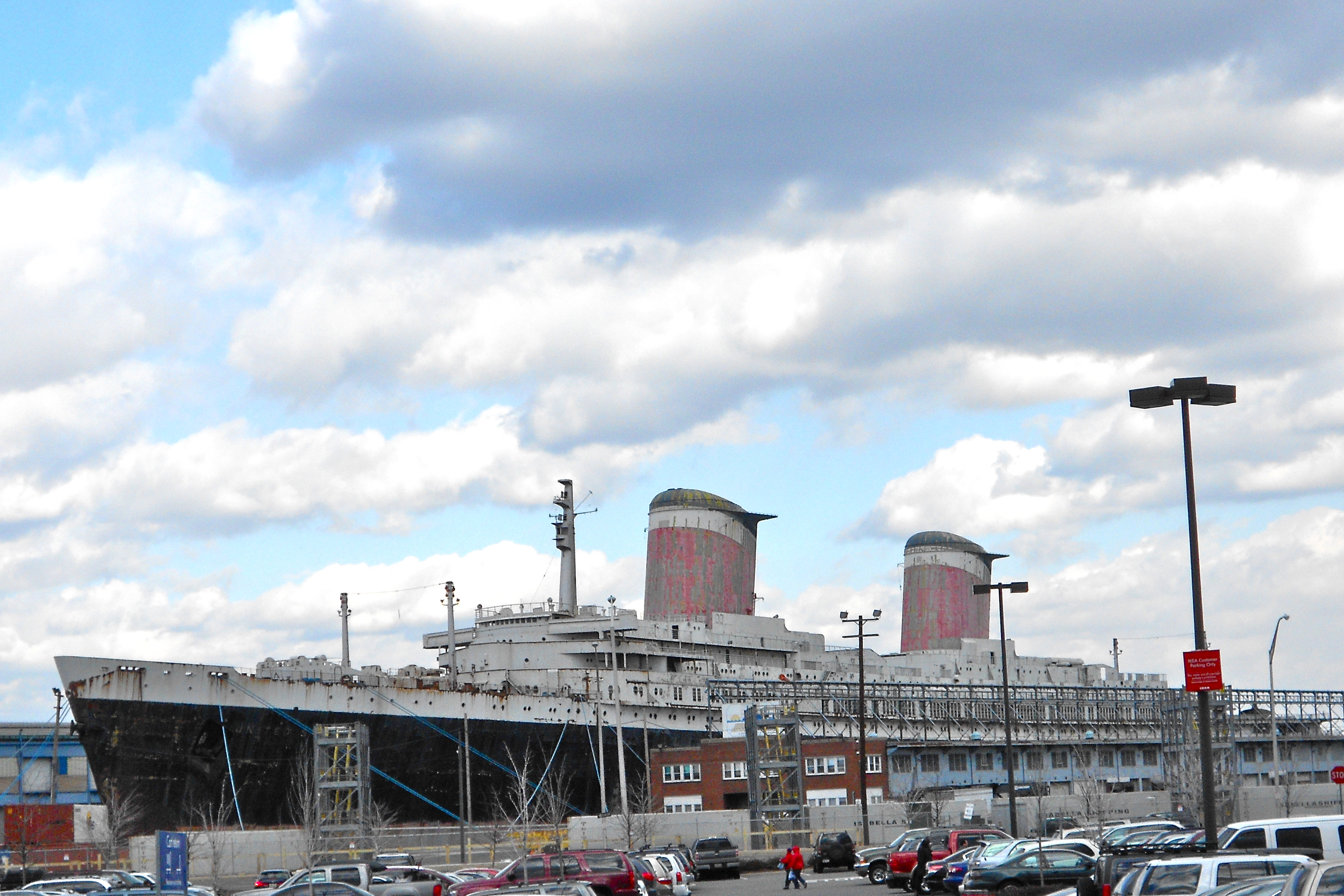
El United States en 2012.

Desde 2009, cuando Norwegian Cruise Line puso el barco a la venta, se han planteado numerosos planes para rescatar al transatlántico del desguace. El SS United States Conservancy, el grupo más activo en su afán de salvar el barco, intentó recaudar los fondos necesarios para la compra del mismo. El 30 de julio de 2009, H. F. Lenfest, un empresario y filántropo de Filadelfia, prometió una donación de 300.000 dólares en contrapartida para ayudar a la asociación en la compra a Star Cruises. Un destacado apoyo lo encontraron también en la figura del expresidente Bill Clinton, quien apoyó los esfuerzos de la organización, habiendo incluso navegado en el United States en 1968.
El 7 de mayo de 2010, se habían recaudado unos 50 000 dólares y el 1 de julio, la asociación alcanzó un acuerdo con Norwegian Cruise Line para comprar el buque por una cantidad cercana a los 3 millones de dólares, a pesar de que existía una oferta para su desguace de 5,9 millones. 
Desde entonces, pertenece a la SS United States Conservancy, quien lo mantiene gracias a donaciones privadas a la espera de encontrar inversores dispuestos a convertir este histórico buque en una atracción turística en alguna de las principales ciudades de la costa este de los Estados Unidos. Su futuro aún es incierto.
Se ha creado una iniciativa de conservación para el famoso navío, patrocinada por la nieta de su constructor, Susan Gibbs, directora ejecutiva de la organización que promueve su conservación y aboga por convertirlo en un barco museo. La organización tuvo que satisfacer los requisitos de la Agencia de Protección Ambiental acerca de las toxinas presentes en el barco, mientras desarrollaba un plan para hacer viable el proyecto, posiblemente como hotel.
El director ejecutivo del SS United States Conservancy, Dan McSweeney, ha afirmado que entre los posibles destinos del barco se estaba barajando Filadelfia, Nueva York y Miami. En noviembre de 2010, la organización anunció un plan para desarrollar un "complejo múltiple" situado en el muelle que incluiría hoteles, restaurantes y un casino junto al río Delaware en el sur de Filadelfia, en el lugar propuesto para el proyecto Foxwoods Casino, entonces parado. A finales del mismo mes se presentó un detallado estudio, antes de la fecha límite para alcanzar un acuerdo entre la ciudad y Harrah's Entertainment para retomar el proyecto del casino. El 16 de diciembre de 2010, la junta local con competencias sobre juego votó finalmente para revocar la licencia del casino.
La SS United States Conservancy asumió finalmente el control del United States el 1 de febrero de 2011. En marzo, continuaron las negociaciones acerca de posibles ubicaciones para el barco en Filadelfia, Nueva York o Miami. En Nueva York, se llevaron a cabo negociaciones con un promotor para convertir al barco en parte de la iniciativa "Vision 2020", un plan de desarrollo de la línea costera por un importe cercano a los 3300 millones de dólares. En Miami, el Ocean Group de Coral Gables estaba interesado en situar el barco en un muelle cercano a la parte norte del American Airlines Arena. Tras recibir una donación adicional de 5,8 millones de dólares por parte de H. F. Lenfest, el grupo disponía de unos 18 meses a partir de marzo de 2011 para convertir al barco en una atracción pública. El 5 de agosto de 2011, la organización anunció que tras realizar dos estudios centrados en dejar el barco en Filadelfia, era "bastante probable que no pudiera funcionar allí por varias razones". No obstante, todavía se seguían manteniendo negociaciones para llevar el barco al puerto de Nueva York como una atracción permanente. El acuerdo alcanzado especificaba que la restauración debía llevarse a cabo en el Astillero Naval de Filadelfia para beneficiar la economía local, independientemente del destino final del transatlántico.

### Planes para su hundimiento controlado
En diciembre de 2024, la Guardia Costera de Estados Unidos está en medio de una disputa con ambientalistas por la planificación de su hundimiento en algún lugar del golfo de México para convertir el barco en un gran arrecife. El SS United States contiene aún en su interior materiales nocivos tales como aceites PCB (Bifenilo policlorado), amianto en cantidad usado como aislante, pinturas a base de plomo. Asimismo se considera que el barco puede en el momento del remolque liberar alguna sustancia nociva para la vida marina lo que lo ha mantenido en su sitio de atraque.
En febrero de 2025 el buque sale de Philadelphia. La chimenea y el mástil deben conservarse.

## En la cultura popular
Modelos del United States han aparecido en dos grandes filmes, 2012 y The Water Horse: Legend of the Deep. El United States también aparece en el filme de Disney Bon Voyage! (1962) y en Munster, Go Home! (1966), Baby Mama (2008), y en la película de 1955 Gentlemen Marry Brunettes. Una vista de pájaro del United States puede verse en la escena inicial de la película West Side Story. El filme de 2013 Dead Man Down protagonizado por Colin Farrell incorpora también escenas grabadas en el interior del barco.
El barco hace también una pequeña aparición en la serie de Netflix "Una Serie de Eventos Desafortunados" como el SS Próspero, el barco de VFD en el que Monty Montgomery planeaba llevarse a los niños a Perú 

## Galería

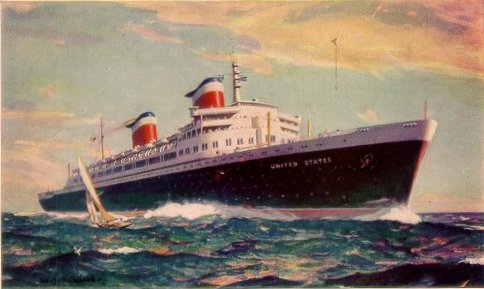
Postal del SS United States.
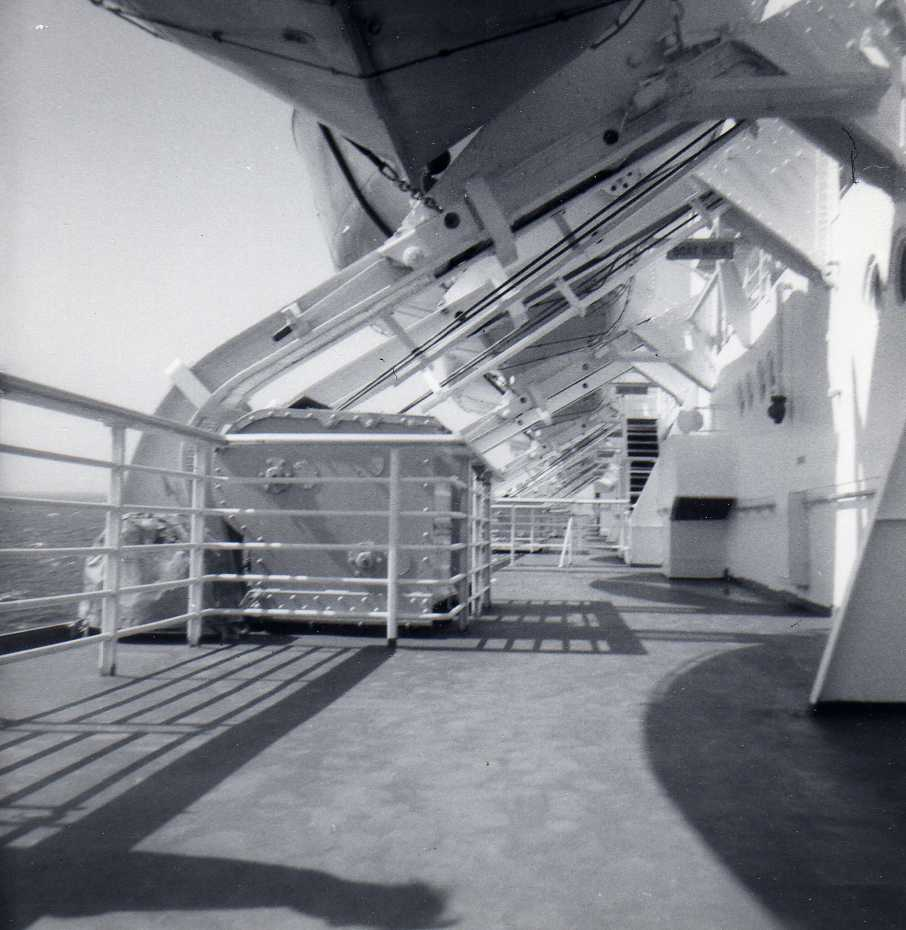
Paseo de la cubierta superior, durante un viaje hacia Europa en 1964.
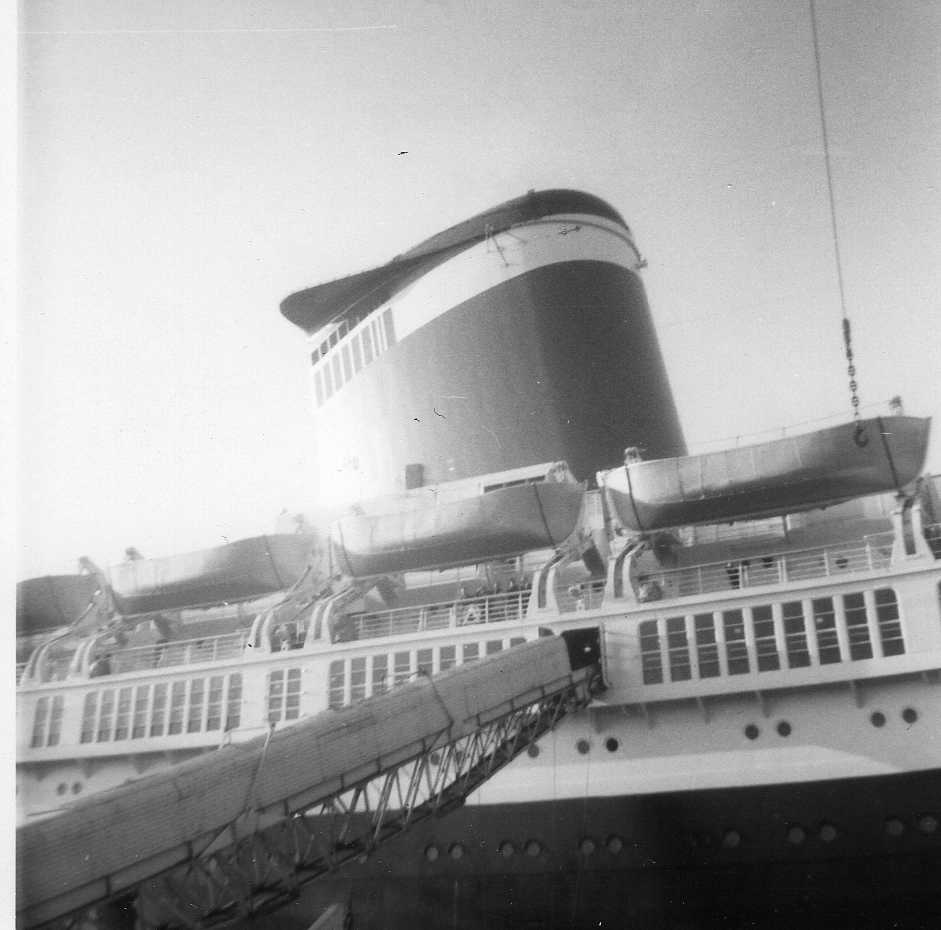
El United States desembarcando en el puerto de Le Havre en 1964.
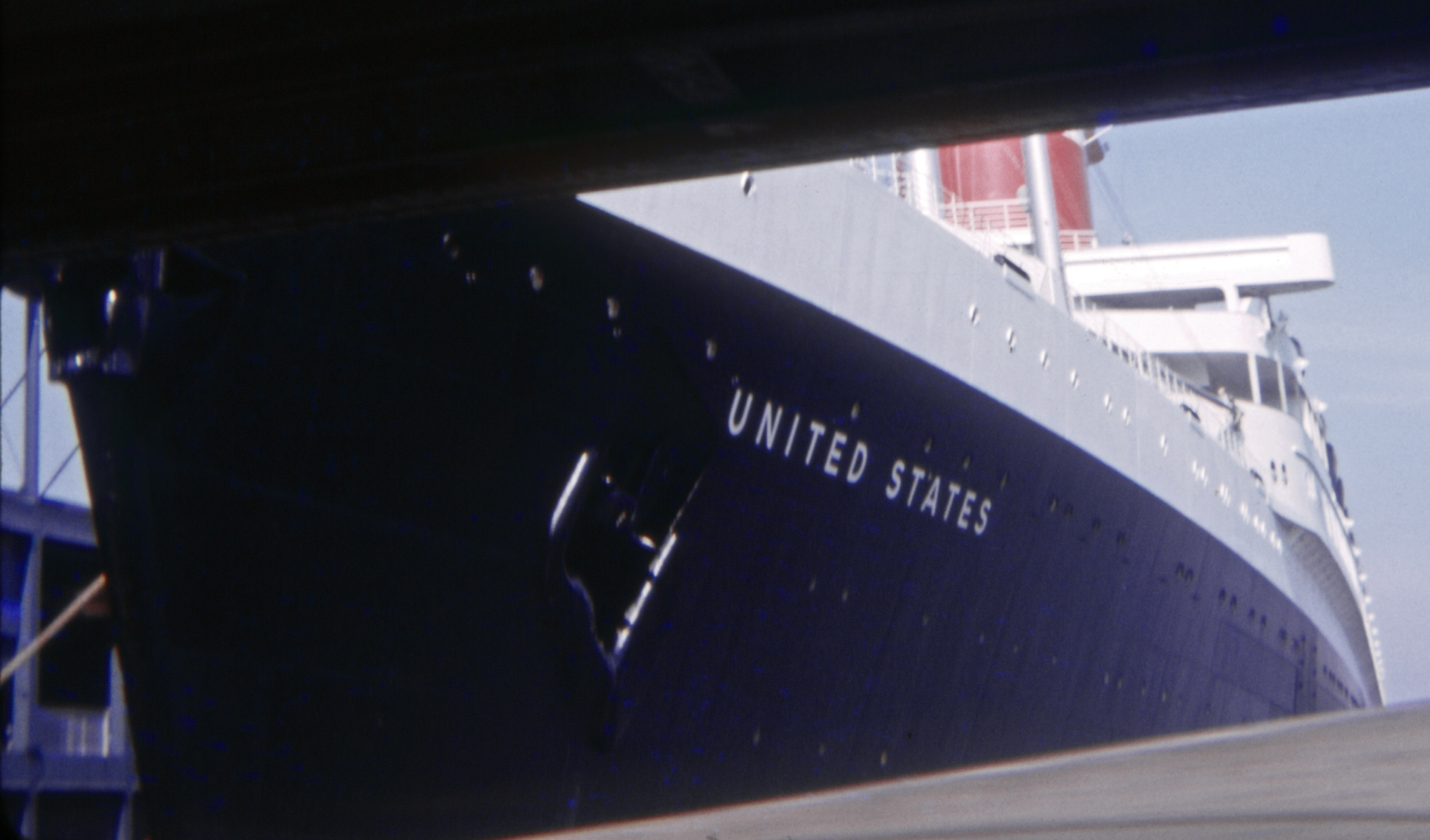
El United States en el muelle 86 del puerto de Nueva York, la mañana del 31 de julio de 1964, previo a su salida hacia Le Havre y Southampton.
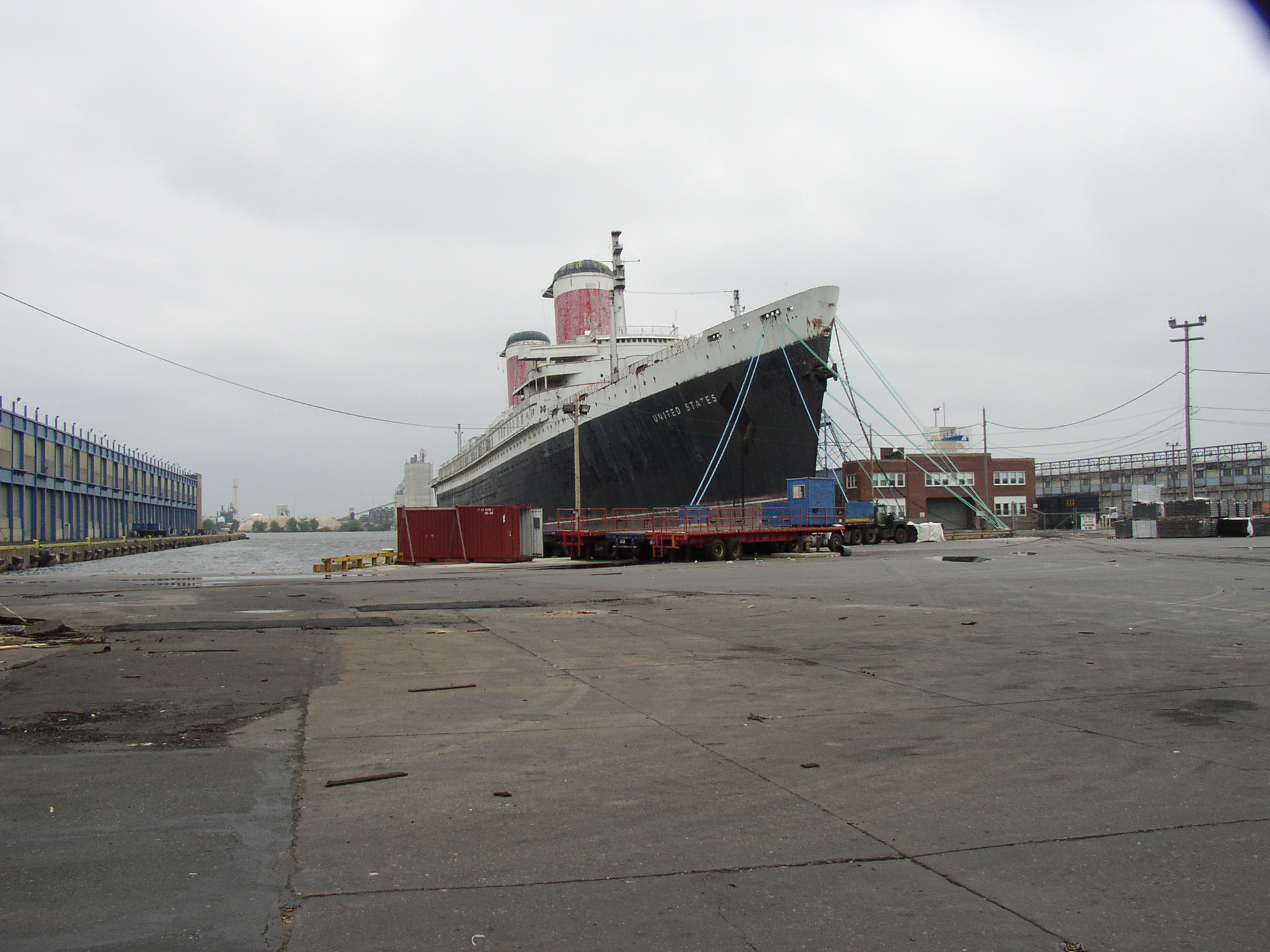
Fotografía del United States en el muelle 84 de Filadelfia, tomada desde el Columbus Boulevard.
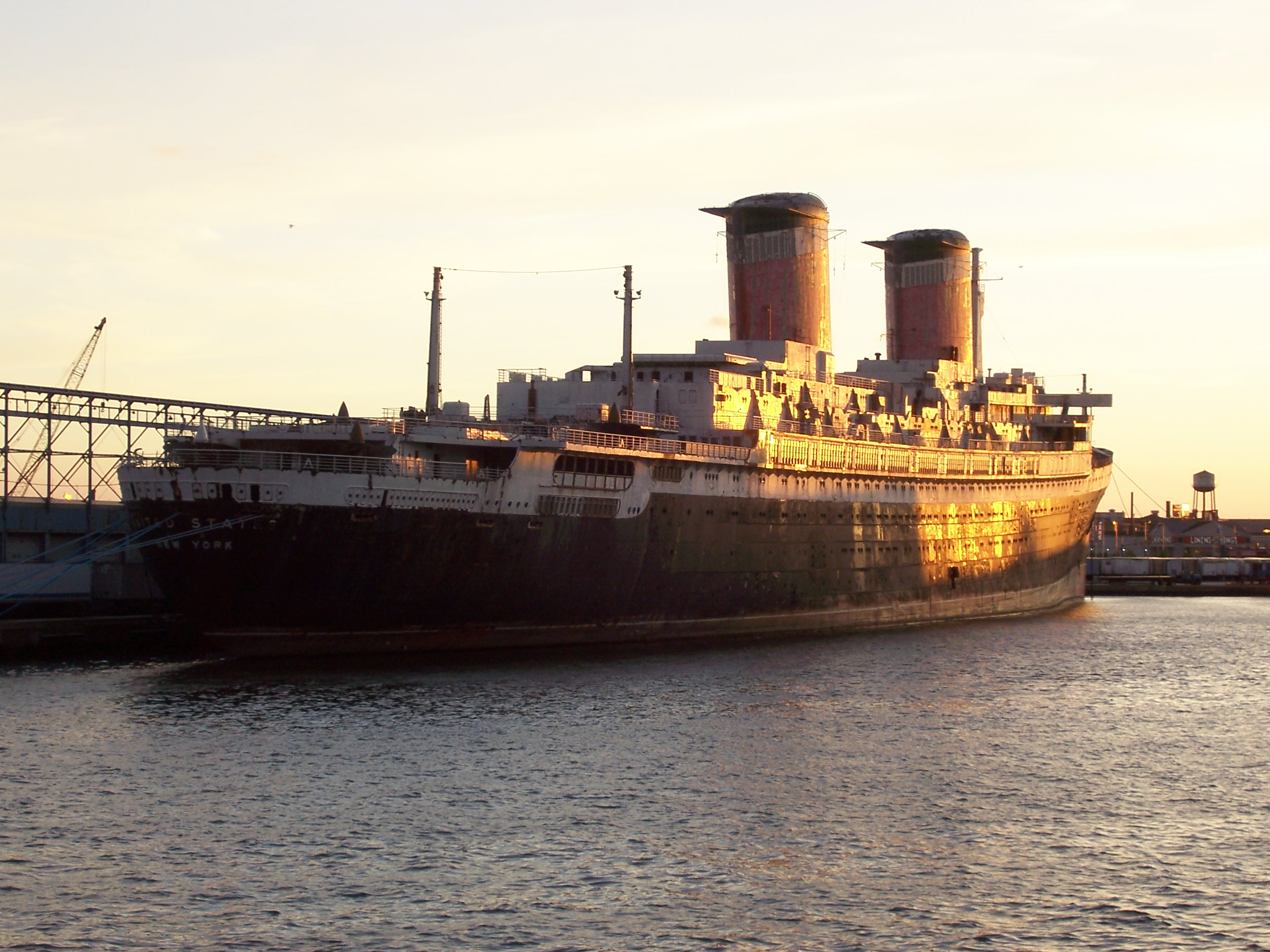
Fotografía del United States tomada desde un crucero.
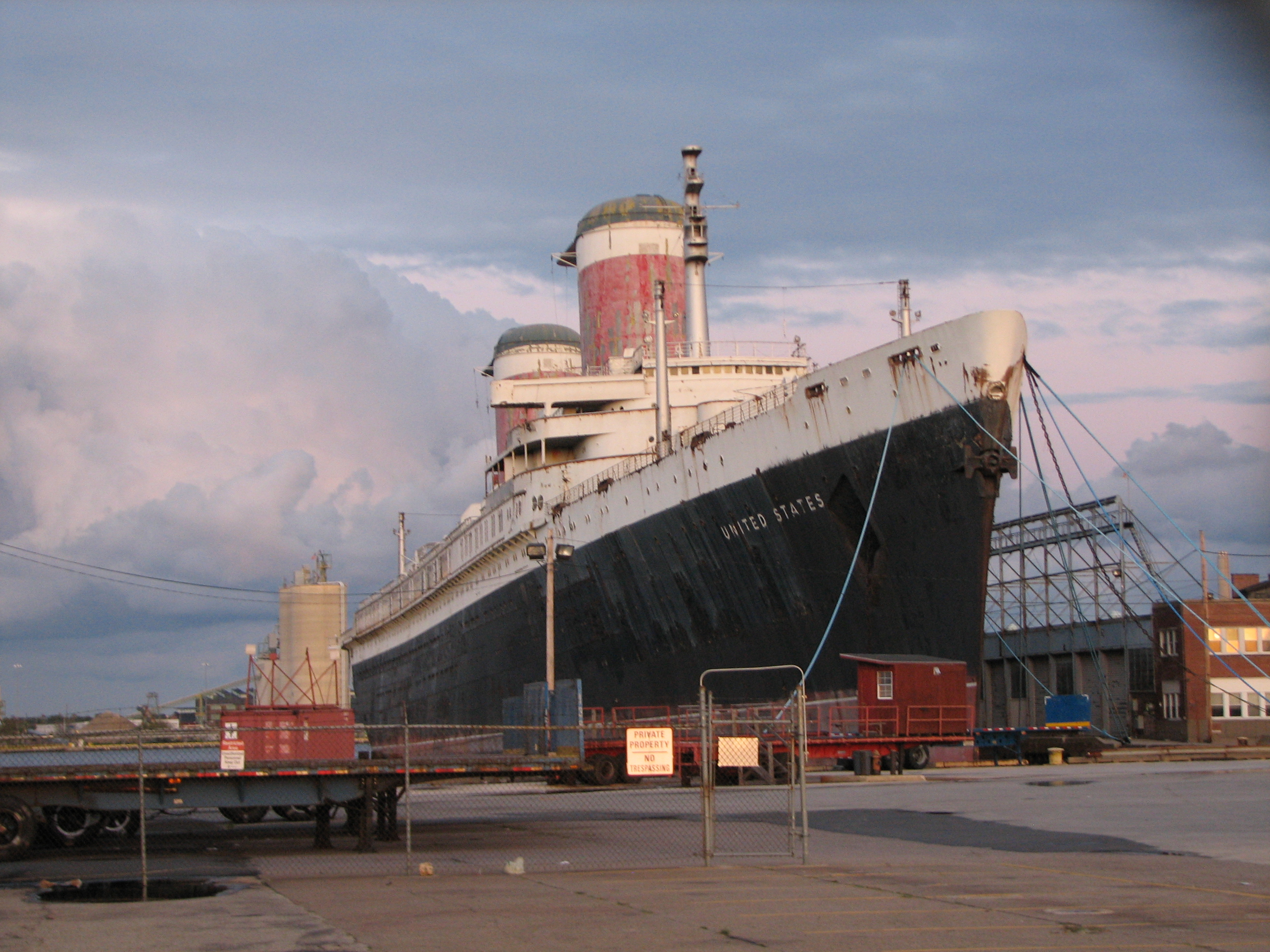
El United States en septiembre de 2009.
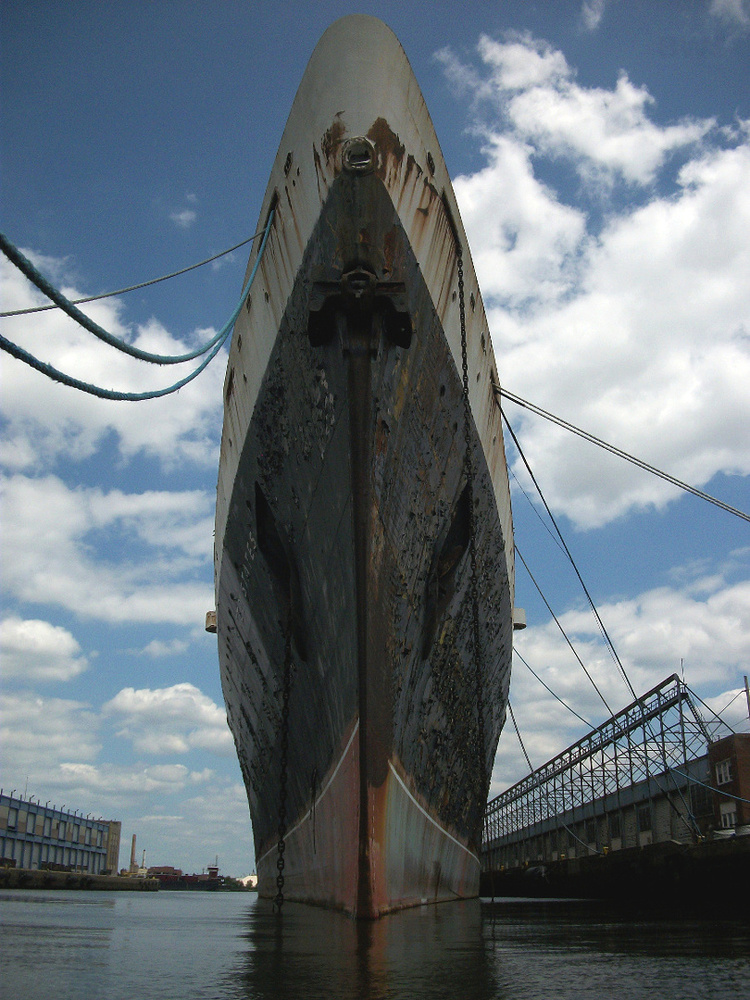
La estilizada proa del transatlántico, vista desde el agua.
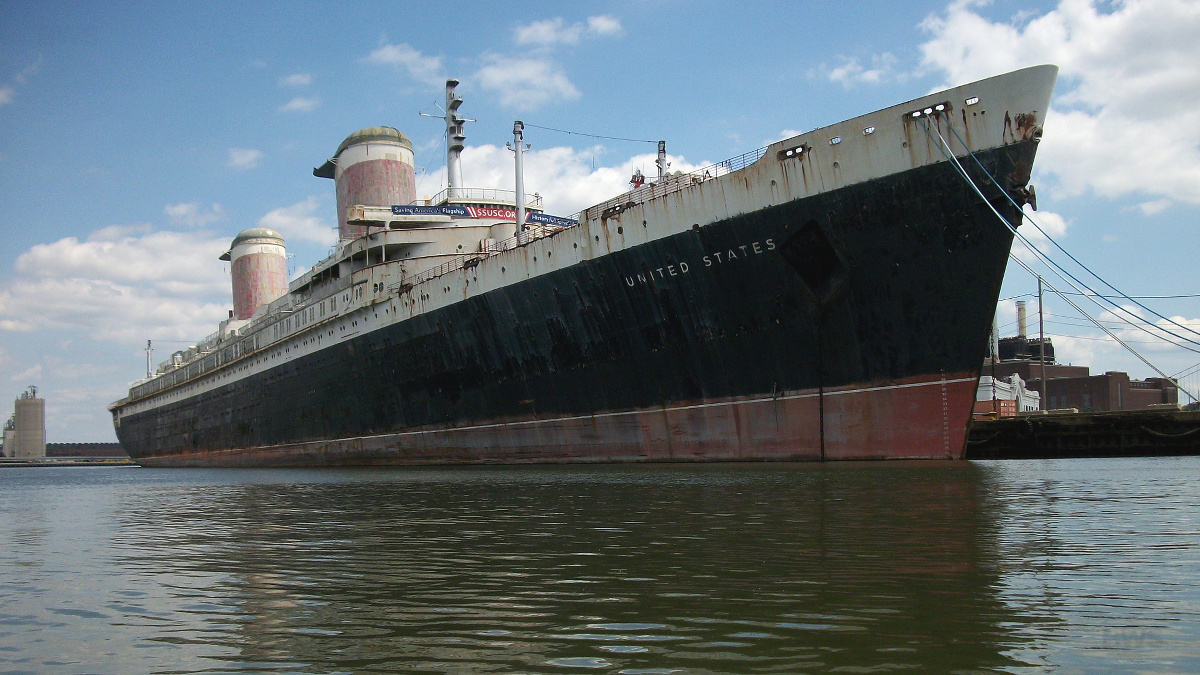
Fotografía del United States en el puerto 84 de Filadelfia, en julio de 2017.